# Eduard Caspar Post
Eduard Caspar Post (* 15. März 1827 in Hagen; † 21. Oktober 1882 ebenda) war ein deutscher Landschafts- und Stilllebenmaler der Düsseldorfer Schule.

## Leben
Post wurde als Zwillingskind des Christian (Carl?) Post und seiner Frau Clementine, geborene Hilbeck (1805–1879), in Hagen geboren. Am 11. April 1827 wurde er evangelisch getauft. Seine Zwillingsschwester war Mathilde Post (1827–1883), die den Gerichtsdirektor Carl Detzner heiratete. Am 2. Mai 1833 heiratete die Mutter Friedrich Elbers (1800–1860) und gebar ihm die Kinder Friedrich (* 1834), Pauline (1835–1911) und Gustav Adolf Friedrich (* 1838). Post studierte 1859/60 an der Kunstakademie Düsseldorf in der Bauklasse von Rudolf Wiegmann. Vorher hatte er sich in den Vereinigten Staaten von Amerika aufgehalten. Er bereiste Deutschland, die Niederlande (Scheveningen, 1866) sowie Italien und arbeitete in Düsseldorf und war Mitglied des Künstlervereins Malkasten. Von 1861 bis 1880 war er in verschiedenen Kunstausstellungen vertreten (Köln, Berlin, Dresden, Düsseldorf, Frankfurt am Main, Bremen).

## Werke (Auswahl)

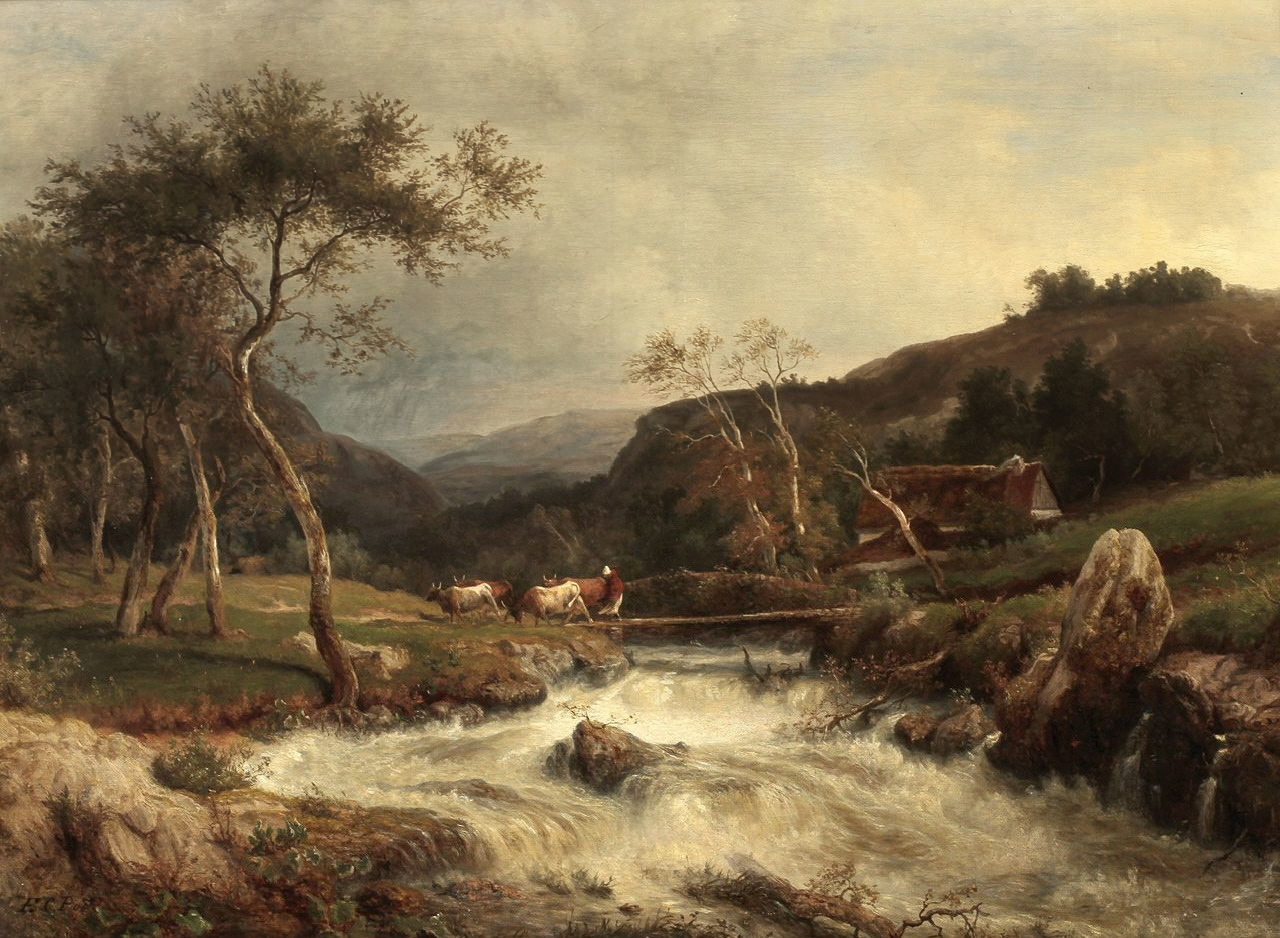
Landschaft mit Wildbach

- Weite Landschaft mit einem Schäfer und seiner Herde, 1863
- Der Königssee, 1864
- Italienische Küstenlandschaft mit Fischerfamilie am Strand, 1865
- See im Voralpenland
- Landschaft mit Wildbach
- Fischer am Golf von Neapel
- Mittagsruhe, Motiv aus dem Harz
- Wanderer in sommerlicher Landschaft
- Im Atelier des Malerfürsten
- Großes Variastillleben